# Gyakuten! Ippatsuman
Gyakuten! Ippatsuman (逆転!イッパツマン?, Go for it, Ippatsuman!) è un anime giapponese prodotto nel 1982 dalla Tatsunoko, appartenente alle serie Time Bokan, di cui è la sesta prodotta. La serie è inedita in Italia.
Nel picchiaduro per la console Wii intitolato Tatsunoko vs. Capcom: Ultimate All Stars, Ippatsuman è incluso tra i personaggi selezionabili.

## Trama
Nel 1990, nella cittadina di Osteandel risiede la Time Lease, una ditta di consegne a domicilio la cui particolarità è quella di fare consegne anche attraverso diverse epoche temporali. Qui lavorano Homuran e Harubo, un ragazzo ed una ragazza accompagnati da un robottino ed un bambino. Un'azienda loro rivale è la Skull Lease dove lavorano il trio criminale composto da Mun Mun, Kosuinen e Kyocachin che cercano di screditare il lavoro dei rivali e prenderne il posto. Ma si troveranno ad affrontare l'eroe Ippatsuman, che usa palline da baseball come armi ed è accompagnato da due grandi robot.
La serie riprende diversi elementi dalle precedenti. Come in Calendar Men abbiamo un eroe mascherato che combatte a bordo di un enorme robot, il Gyakuten. I nemici tornano invece ad essere un trio a cui poi si aggiunge un quarto elemento (come ne I predatori del tempo), la giovane Min-Min, nipote di Con Cordo, la vecchia padrona della Skull Lease e capo dei cattivi.

## I personaggi
Di seguito sono elencati i vari personaggi di questa serie, con i nomi originali giapponesi tra parentesi.

### Time Lease
Sokkyu Gou/Ippatsuman
doppiatore: Kei Tomiyama
Ran Houmu
doppiatrice: Eriko Hara
Harubou
doppiatrice: Noriko Tsukase
2-3
doppiatore: Masayuki Yamamoto
Haruka Hoshi
doppiatore: Naoko Kōda

### Skull Case
Mun-Mun
doppiatrice: Noriko Ohara
Kosuinen
doppiatore: Jouji Yanami
Kyokanchi
doppiatore: Kazuya Tatekabe
Chinami
doppiatore: Issei Futamata
Piiko
doppiatore: Mari Yokō
Seiko
doppiatore: Kazuyo Aoki
OL-san
doppiatore: Masako Katsuki
Jukunen-san
doppiatore: Shigeru Chiba, Masashi Hirose
Yangu
doppiatore: Shigeru Chiba

## Episodi
| Nº | Giapponese 「Kanji」 - Rōmaji                                  | In onda           | In onda |
| Nº | Giapponese 「Kanji」 - Rōmaji                                  | Giapponese        |         |
| 1  | 「ピンチ一発 大逆転」 - Pinchi Ippatsu Dai Gyakuten            | 13 febbraio 1982  |         |
| 2  | 「ライバルはすごいヤツ」 - Raibaru Wa Sugoi Yatsu              | 20 febbraio 1982  |         |
| 3  | 「人間やめた悪トリオ」 - Ningen Yameta Aku Torio               | 27 febbraio 1982  |         |
| 4  | 「ひとめぼれミスターX」 - Hitomebore Misutā X                  | 6 marzo 1982      |         |
| 5  | 「ホームベーサーの秘密」 - Hōmubēsā No Himitsu                 | 13 marzo 1982     |         |
| 6  | 「全公開! 部長の一日」 - Zen Kōkai! Buchō No Tsuitachi         | 20 marzo 1982     |         |
| 7  | 「イッパツ急行医療隊」 - Ippatsu Kyūkō Iryō-tai                | 27 marzo 1982     |         |
| 8  | 「豪アピンチ通信応答せず」 - Ōsutoraria Pinchi Tsūshin Ōtōsezu | 3 aprile 1982     |         |
| 9  | 「ギョ!? 魚との遭遇」 - Gyo!? Sakana To No Sōgū                | 10 aprile 1982    |         |
| 10 | 「つらいなあ! 休日出勤」 - Tsurai Nā! Kyūjitsu Shukkin         | 17 aprile 1982    |         |
| 11 | 「打倒! アルプスの魔女」 - Datō! Arupusu No Majo               | 24 aprile 1982    |         |
| 12 | 「京都めざして大レース」 - Kyōto Mezashite Dai Rēsu            | 1º maggio 1982    |         |
| 13 | 「豪・その出生の秘密」 - Ōsutoraria Sono Shussei No Himitsu    | 8 maggio 1982     |         |
| 14 | 「太平洋無着陸気球横断」 - Taiheiyō Muchakuriku Kikyū Ōdan     | 15 maggio 1982    |         |
| 15 | 「にせリースで罠をはれ」 - Nise Rīsu De Wana o Hare            | 22 maggio 1982    |         |
| 16 | 「おしかけ美少女社員」 - Oshikake Bishōjo Shain                | 29 maggio 1982    |         |
| 17 | 「潜入! タイムリース社」 - Sen'nyū! Taimurīsu-sha              | 5 giugno 1982     |         |
| 18 | 「ハル坊の両親を捜せ!」 - Haru Bō No Ryōshin o Sagase!         | 12 giugno 1982    |         |
| 19 | 「TV中継ベーブルース」 - TV Chūkei Bēburūsu                    | 19 giugno 1982    |         |
| 20 | 「石器時代にカネ送れ!」 - Sekki Jidai Ni Kane Okure!           | 26 giugno 1982    |         |
| 21 | 「金欠部長コスイネン」 - Kinketsu buchō kosuinen               | 3 luglio 1982     |         |
| 22 | 「魔法責めイッパツマン!」 - Mahō seme ippatsuman!              | 10 luglio 1982    |         |
| 23 | 「合体不能! 逆転王」 - Gattai funō! Gyakuten-ō                 | 17 luglio 1982    |         |
| 24 | 「消えたホームベーサー」 - Kieta hōmubēsā                      | 24 luglio 1982    |         |
| 25 | 「こまった! 大コマ回し」 - Komatta! Dai koma-mawashi           | 31 luglio 1982    |         |
| 26 | 「シビビーン大変身」 - Shibibīn dai henshin                    | 7 agosto 1982     |         |
| 27 | 「地球の底で大激戦!」 - Chikyū no soko de dai gekisen!         | 14 agosto 1982    |         |
| 28 | 「見よ 逆転サンパツマン」 - Miyo gyakuten sanpatsuman          | 21 agosto 1982    |         |
| 29 | 「幽霊屋敷は大にぎわい」 - Yūrei yashiki wa dai nigiwai        | 28 agosto 1982    |         |
| 30 | 「シリーズ初!悪が勝つ」 - Shirīzu hatsu! Aku ga katsu          | 4 settembre 1982  |         |
| 31 | 「登場! 新イッパツマン」 - Tōjō! Shin ippatsuman               | 11 settembre 1982 |         |
| 32 | 「イッパツマンの大秘密」 - Ippatsuman no dai himitsu           | 18 settembre 1982 |         |
| 33 | 「モンタージュで御用だ」 - Montāju de goyōda                   | 25 settembre 1982 |         |
| 34 | 「ケッパレ研修 悪トリオ」 - Keppare kenshū aku torio           | 2 ottobre 1982    |         |
| 35 | 「転職失敗! コスイネン」 - Tenshoku shippai! Kosuinen          | 9 ottobre 1982    |         |
| 36 | 「おまえは何者? 球四郎」 - Omae wa nanimono? Kyū Shirō         | 16 ottobre 1982   |         |
| 37 | 「スパイにされた2-3」 - Supai ni sa reta 2 - 3                 | 23 ottobre 1982   |         |
| 38 | 「ミスターX 見つけた!」 - Misutā X mitsuketa!                  | 30 ottobre 1982   |         |
| 39 | 「大ピンチ! 捕われた豪」 - Dai pinchi! Torawareta Gō           | 6 novembre 1982   |         |
| 40 | 「仲人はコスイネン夫妻」 - Nakōdo wa kosuinen fusai            | 13 novembre 1982  |         |
| 41 | 「助っ人オタスケマン」 - Suketto otasukeman                    | 20 novembre 1982  |         |
| 42 | 「暴かれたハルカの秘密」 - Abaka reta Haruka no himitsu        | 27 novembre 1982  |         |
| 43 | 「負傷! 狙われたハルカ」 - Fushō! Nerawa reta Haruka           | 4 dicembre 1982   |         |
| 44 | 「ああ ハルカと豪の秘密」 - Ā Haruka to Ōsutoraria no himitsu  | 11 dicembre 1982  |         |
| 45 | 「コルドー会長の謎の島」 - Korudō kaichō no nazo no shima      | 18 dicembre 1982  |         |
| 46 | 「ムンムン 恋の終り」 - Munmun koi no owari                    | 25 dicembre 1982  |         |
| 47 | 「初夢コスイネン四変化」 - Hatsuyume kosuinen yonhenge         | 8 gennaio 1983    |         |
| 48 | 「78歳 ムンムン快調」 - 78-Sai munmun kaichō                   | 15 gennaio 1983   |         |
| 49 | 「球四郎は死んでいた」 - Kyū Shirō wa shinde ita               | 22 gennaio 1983   |         |
| 50 | 「ハルカの部下 ミンミン」 - Haruka no buka minmin              | 29 gennaio 1983   |         |
| 51 | 「謎の飛行物体をさがせ」 - Nazo no hikō buttai o sagase        | 5 febbraio 1983   |         |
| 52 | 「コルドー監督の迷映画」 - Korudō kantoku no Eiga              | 12 febbraio 1983  |         |
| 53 | 「裏切ったイッパツマン」 - Uragitta ippatsuman                 | 19 febbraio 1983  |         |
| 54 | 「ああ結婚 ハルカと豪」 - Ā kekkon Haruka to Gō                | 26 febbraio 1983  |         |
| 55 | 「襲われたハネムーン」 - Osowareta hanemūn                     | 5 marzo 1983      |         |
| 56 | 「わかるか 球四郎の正体」 - Wakaru ka kyū Shirō no shōtai      | 12 marzo 1983     |         |
| 57 | 「コルドーの意外な正体」 - Korudō no igaina shōtai             | 19 marzo 1983     |         |
| 58 | 「大逆転! 愛ゆえの勝利」 - Dai gyakuten! Ai-yue no shōri       | 26 marzo 1983     |         |